# Liste des maires de Thil (Ain)
Pour les articles homonymes, voir Thil.

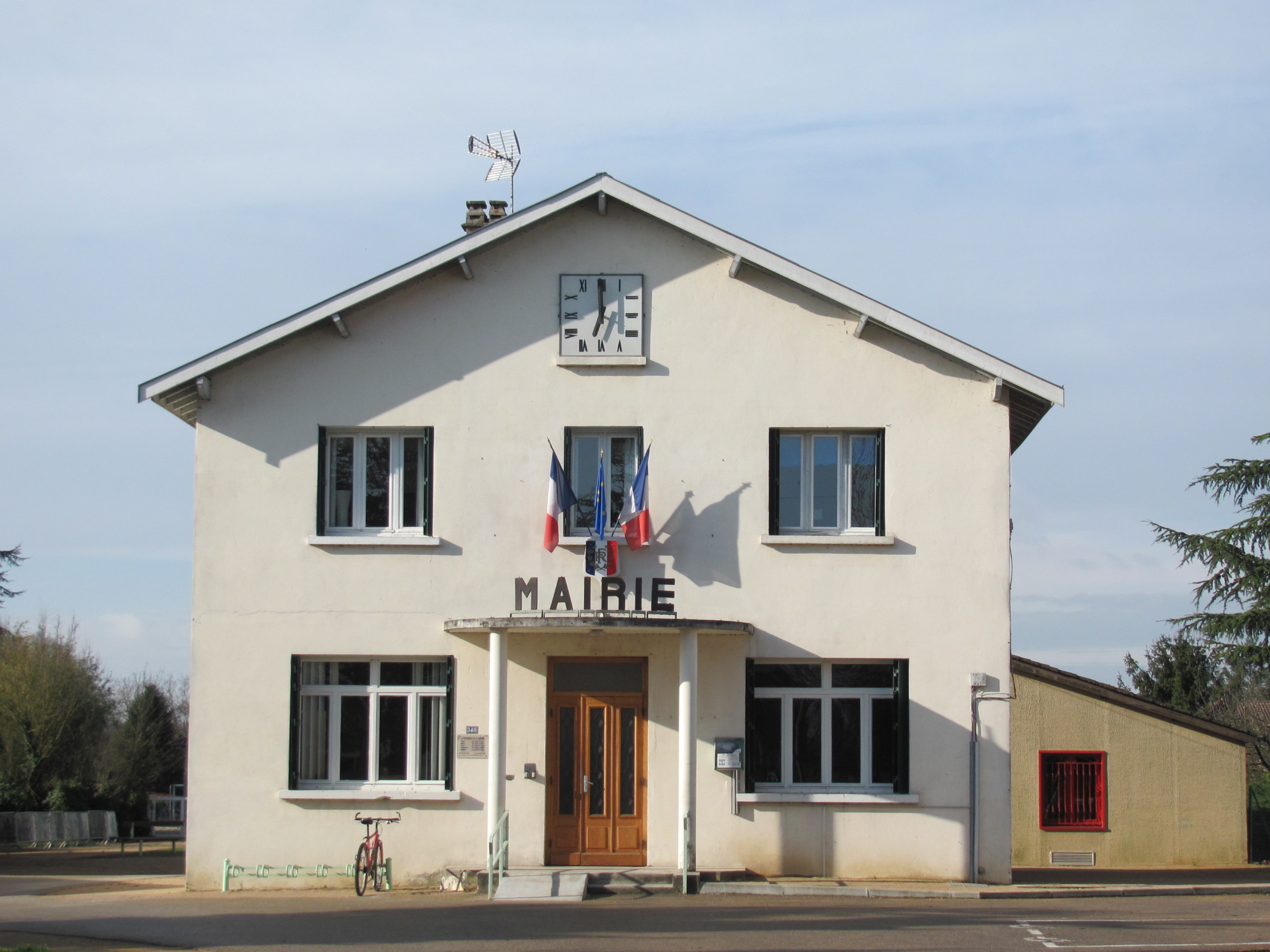
La mairie de Thil en janvier 2012.

La liste des maires de Thil présente la liste des maires de la commune de Thil (Ain).

## Liste des maires successifs
| Période          | Période      | Identité            | Étiquette | Qualité               |
| ---------------- | ------------ | ------------------- | --------- | --------------------- |
| 1791             | 1791         | Balthazard Dost     |           | Premier maire de Thil |
| 1791             | 1793 ?       | Antoine Durand      |           |                       |
| 1794             | 1795 ?       | Laurent Dumont      |           |                       |
| 1800             | 1804         | Jacques Durhône     |           |                       |
| 1805             | 1816         | Laurent Dumont      |           |                       |
| 1817             | 1821         | Jean Pernaud        |           |                       |
| 1821             | 1826         | Antoine Durand      |           |                       |
| 1826             | 1832         | Gabriel Durand      |           |                       |
| 1832             | 1845         | François Martin     |           |                       |
| 1845             | 1846         | Jean Dumont         |           |                       |
| 1846             | 1848         | Guillaume Dost      |           |                       |
| 1848             | 1854         | Étienne Richard     |           |                       |
| 1854             | 1860         | Guillaume Dost      |           |                       |
| 1860             | 1863         | Jean Martin         |           |                       |
| 1863             | 1867         | Guillaume Giroud    |           |                       |
| 1867             | 1874         | Gabriel Durand      |           |                       |
| 21 janvier 1875  | Octobre 1875 | Joseph Ricour       |           |                       |
| 1875             | 1882         | Claude Debout       |           |                       |
| 1875             | 1881         | Claude Debout       |           |                       |
| 1881             | 1882         | Pierre Richard      |           |                       |
| 1882             | 1884         | Antoine Bernard     |           |                       |
| 1884             | 1888         | Antoine Girard      |           |                       |
| 1888             | 1900         | Antoine Richard     |           |                       |
| 1900             | 1907         | Jacques Durand      |           |                       |
| 1907             | 1908         | Antoine Desvignes   |           |                       |
| 1908             | 1919         | Antoine Giroud      |           |                       |
| 1919             | 1929         | Guillaume Thévenet  |           |                       |
| 1929             | 1933         | Jules Lardière      |           |                       |
| 1933             | 1939         | Jean Dost           |           |                       |
| 1939             | 1941         | Jean Chevillard     |           |                       |
| 1941             | 1944         | Jean-Baptiste Marly |           |                       |
| 21 novembre 1944 | 1964         | Marius Pernaud      |           |                       |
| 1964             | 1971         | Jean Dost           |           |                       |
| 1971             | 1977         | Albert Décot        |           |                       |
| 1977             | 1989         | Roger Girma         |           |                       |
| 1989             | 2008         | Michel Vienot       |           |                       |
| 2008             | 2020         | Bruno Loustalet     |           |                       |
| 2020             |              | Valérie Pommaz      |           |                       |

## Pour approfondir